# Jan Popken
Jan Popken (* 14. Dezember 1905 in Smilde; † 6. August 1970 in Amsterdam) war ein niederländischer Mathematiker, der sich mit Zahlentheorie befasste.
Popken wurde 1935 an der Universität Groningen bei Johannes van der Corput promoviert (Über arithmetische Eigenschaften analytischer Funktionen). 1937 wurde er in Groningen habilitiert (Over het rekenkundig karakter van getalen) und war dort bis 1940 Privatdozent. 1940 bis 1942 war er Privatdozent in Leiden und ab 1947 Professor an der Universität Utrecht und ab 1955 an der Universität Amsterdam.
Er befasste sich unter anderem mit Transzendenten Zahlen, so gab er 1929 ein Transzendenz-Maß für die Eulersche Zahl e an. Speziell bewies er, dass für ein Polynom P (ganzzahlige Koeffizienten) vom Grad n und maximalem Betrag der Koeffizienten H (auch Höhe genannt, H sei größer oder gleich 3) gilt:
{\displaystyle |P(e)|>{\frac {1}{H^{n+{\frac {c}{\log \log H}}}}}}
mit einer Konstanten c die nur von n abhängt. Er stellte auch ein Transzendenzmaß für {\displaystyle \pi } und mit Jurjen Koksma von {\displaystyle e^{\pi }} auf.
1954 wurde er Mitglied der Königlich Niederländischen Akademie der Wissenschaften.
Zu seinen Doktoranden gehören Gerrit Lekkerkerker, Robert Tijdeman und Abraham van der Sluis.

## Schriften
- Zur Transzendenz von e, Mathematische Zeitschrift, 29, 1929, 525–541, Online
- Zur Transzendenz von {\displaystyle \pi }, Mathematische Zeitschrift, 29, 1929, 542–548, Online
- Sur la nature arithmétique du nombre e, Comptes Rendus Acad. Sci., Paris, 186, 1928, 1505–1507
- mit Jurjen Koksma Zur Transzendenz von {\displaystyle e^{\pi }}, J. Reine Angew. Math., 168, 1932, 211–230, Online